# Linyphia tenuipalpis
Linyphia tenuipalpis là một loài nhện trong họ Linyphiidae. Chúng được Eugène Simon miêu tả năm 1884.